# Адреналин (фильм, 1990)
«Адренали́н» (фр. Adrénaline) — французский фильм ужасов, снятый в 1990 году. Критики охарактеризовали вышедший в прокат фильм как «странное сочетание комического сюрреализма и загрязнённости».
Фильм был представлен во внеконкурсной программе международного кинофестиваля фантастических фильмов в Авориазе в 1990 году.
Фильм получил «Гран-при» на международном кинофестивале фантастических фильмов «FANTAFESTIVAL» (Mostra Internazionale del Film de Fantascienza e del Fantastico di Roma) в 1991 году.

## Сюжет
В фильме показан своеобразный мир-перевёртыш. Сам фильм состоит из нескольких новелл, описывающих основные страхи людей. В фильме использованы цитаты из таких фильмов, как «Изгоняющий дьявола» и «Андалузский пёс».
Одна из новелл описывает историю жизни коллекционера мух, напоминая о произведении Жан-Поля Сартра. Другая повествует о странном телевизоре, который искажает передаваемые передачи, вплетая в сюжет зрителей телевизора, причем в самом неприглядном свете. Акт экзорцизма над телевизором совершает телемастер, использующий телевизионную антенну в качестве святого креста.

## В ролях
- Клементин Келари
- Ален Этнар
- Франк Барук

## Интересные факты
- Англоязычное название — «Adrenaline»